# Bodenham Moor
Bodenham Moor är en by i Herefordshire i England. Byn är belägen 10,4 km 
från Hereford. Orten har 568 invånare (2016).